# Главный военный совет иракских революционеров
Главный военный совет иракских революционеров (араб. المجلس العسكري العام لثوار العراق‎) — коалиция боевиков, действующая в Ираке и состоящая в основном из членов и сторонников иракской фракции партии Баас. Она активизировала мятеж против иракского правительства в январе 2014 года как головная организация для бывших активистов Арабской весны арабов-суннитов, которых правительство Нури-аль-Малики подавляло с 2012 года. Группировка утверждает, что имеет центральное руководство, «следы профессиональной армии» и соблюдает Женевские конвенции.
Коалиция имеет наиболее широкое влияние в Мосуле, где она назначила отставного полковника Хашема аль-Яммаса в качестве губернатора. Муниципальный служащий описал правление ГВСИР как более эффективное, чем при правительстве Малики, когда электричество в город подавалось только 2-3 часа в сутки, и которое страдало от коррупции.
Коалиция имеет тесные связи с ассоциацией мусульманских учёных, которая расценивает нынешнее иракское правительство как нелегитимное и созданное в условиях американской оккупации Ирака. Хотя ГВСИР сотрудничает с группировкой «Исламское государство Ирака и Леванта» (ИГИЛ), между ними имеются существенные различия. Ряд представителей ГВСИР выступали с критикой ИГИЛ за слишком строгое использование норм шариата.
ГВСИР заключило соглашение о перемирии с региональным правительством Иракского Курдистана, которое предусматривает невмешательство группировки в деятельность курдской автономии взамен на аналогичные гарантии с её стороны.